# Howlin' Wind
Howlin' Wind är ett musikalbum av Graham Parker & the Rumour som lanserades 1976 på Vertigo Records i Europa och Mercury Records i Nordamerika. Det var Parkers debutalbum och gruppen bestod till stor del av musiker ur Englands pubrockscen. Albumet fick ett mycket gott mottagande av musikkritiker, exempelvis Robert Christgau som gav skivan A i betyg, och skivan blev utsedd till den fjärde bästa för året i listan "Pazz & Jop" av tidningen The Village Voice. De kommersiella framgångarna var dock blygsammare och skivan nådde inte listplacering vare sig i Storbritannien eller USA. Låten "Don't Ask Me Questions" blev dock en mindre brittisk hit 1978 som singel.

## Låtlista
1. "White Honey" – 3:33
2. "Nothin's Gonna Pull Us Apart" – 3:21
3. "Silly Thing" – 2:51
4. "Gypsy Blood" – 4:37
5. "Between You and Me" – 2:25
6. "Back to Schooldays" – 2:54
7. "Soul Shoes" – 3:13
8. "Lady Doctor" – 2:50
9. "You've Got to Be Kidding" – 3:30
10. "Howlin' Wind" – 3:58
11. "Not If It Pleases Me" – 3:12
12. "Don't Ask Me Questions" – 5:38